# Matsubaraea fusiforme
Matsubaraea fusiforme är en fiskart som först beskrevs av Fowler, 1943.  Matsubaraea fusiforme ingår i släktet Matsubaraea och familjen Percophidae. Inga underarter finns listade i Catalogue of Life.